# Xã Elk Fork, Quận Pettis, Missouri
Xã Elk Fork (tiếng Anh: Elk Fork Township) là một xã thuộc quận Pettis, tiểu bang Missouri, Hoa Kỳ. Năm 2010, dân số của xã này là 419 người.